# Bad Königshofen im Grabfeld

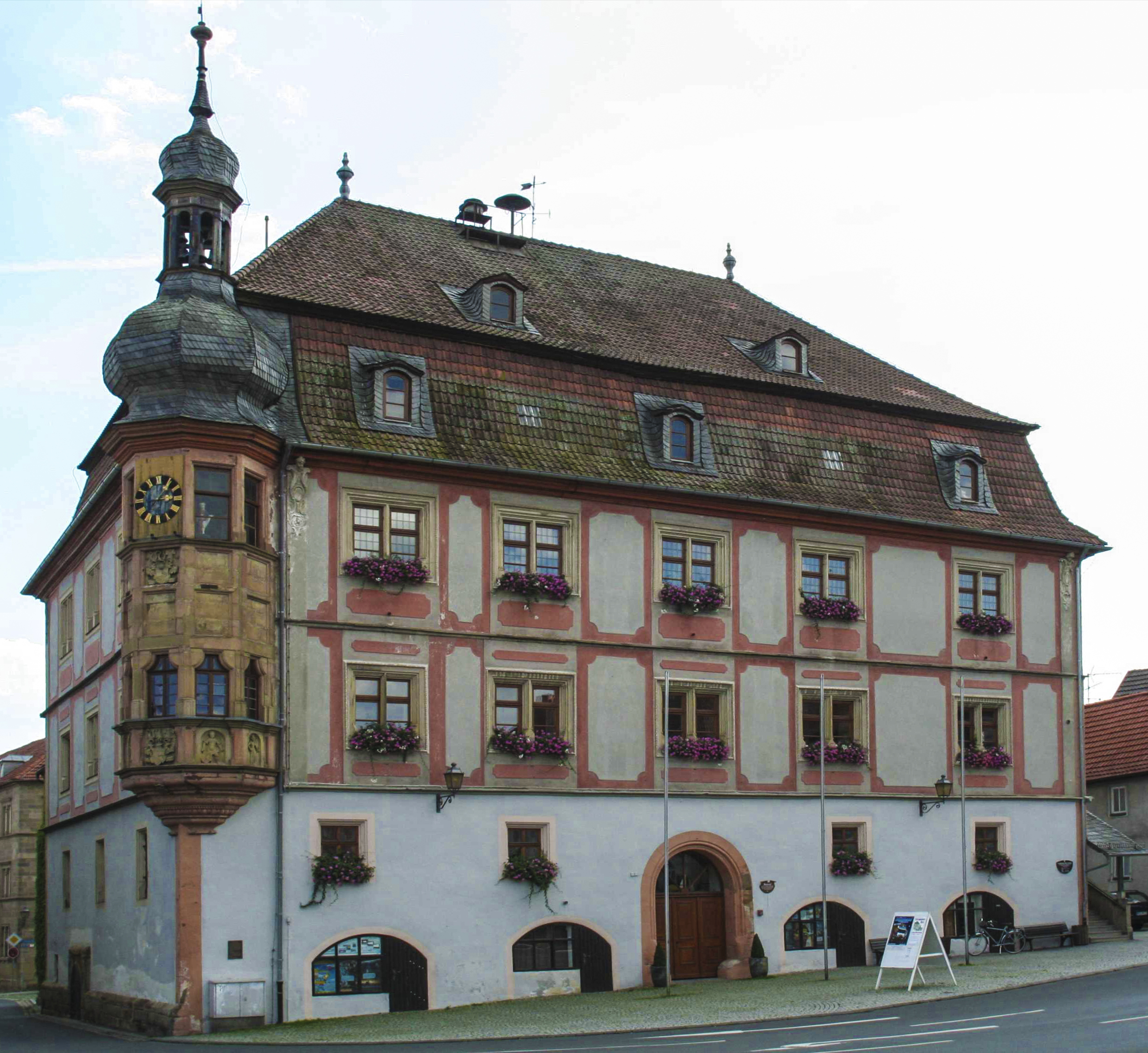
Bad Königshofen im Grabfeld

Bad Königshofen im Grabfeld este un oraș din Franconia Inferioară, landul Bavaria, Germania.